# ウェルカム・トゥ・ザ・ブラック・パレード
ウェルカム・トゥ・ザ・ブラック・パレード ("Welcome To The Black Parade")は、アメリカのバンド、マイ・ケミカル・ロマンスが2006年に発表した楽曲。作曲はマイ・ケミカル・ロマンスで、バンドのサードアルバム『ザ・ブラック・パレード』に収録されている。2006年9月2日にスタジオバージョンがMySpaceで公開され、その後10月9日にアルバムからのファーストシングルとしてリリースされた。
また、この曲は、Rolling Stoneによる"The 100 Best Songs of 2006"で17位にランクされている。
日本ではスバル・フォレスターのTV-CFソングとして採用された。

## 概要
ピアノのイントロではじまり、ジェラルド・ウェイのボーカルやエレキギター、マーチングバンド風のドラムが次々に加わりイントロのメロディを繰り返す。その後、ボブ・ブライヤーのドラムを合図にテンポが変わり、エレキギターによるフレーズが演奏されパンク風のパートへ移る。サビやギターソロを含むブリッジなどによる複雑な展開を経た後、最終的にはキーチェンジして再びサビを繰り返し、アウトロとなる。
全米チャート最高9位を記録。また、モダン・ロック・トラックスチャートで1位、イギリスでシングルチャート1位を記録し、それぞれ2週間、7週間チャートインした。
バンドのライヴでも演奏され、2007年に演奏されたライヴの模様を"『ザ・ブラック・パレード・イズ・デッド!』"で視聴することができる。

## プロモーション・ビデオ
プロモーション・ビデオは、ニルヴァーナの一部の楽曲やグリーン・デイのアルバム『アメリカン・イディオット』の一連のビデオを手がけたサミュエル・ベイヤーによって制作された。ビデオの内容はアルバム全体のコンセプトを表しており、死を迎えようとする"患者"が、"恐怖"と"後悔"に出会い、闘いの末"母"の元へ行く（再び生きようと決心する）というストーリーになっている。また、ザ・ブラック・パレードに扮したバンドの演奏シーンなどが中心になっている。ビデオ内の衣装はコリーン・アトウッドによるデザインである。

## パーソナル
- ジェラルド・ウェイ – ボーカル
- マイキー・ウェイ – ベース
- フランク・アイイアロ – エレキギター
- レイ・トロ – エレキギター
- ボブ・ブライヤー – ドラムス